# Ezequiel Palacios
Ezequiel Palacios (Formosa, 2 ottobre 1992) è un pallavolista argentino, schiacciatore del Montpellier.

## Palmarès

### Club
- Campionato francese: 1

2021-22
- Coppa ACLAV: 1

2017
- Supercoppa francese: 1

2022

### Nazionale (competizioni minori)
- Giochi olimpici giovanili 2010
- Coppa Panamericana 2013
- Coppa Panamericana 2014
- Giochi panamericani 2015

### Premi individuali
- 2016 - Qualificazioni sudamericane ai Giochi della XXXI Olimpiade: Miglior schiacciatore